# Aristóbulo Donato Aráoz de Lamadrid
Aristóbulo Donato Aráoz de Lamadrid (Buenos Aires, 15 de diciembre de 1908 - Buenos Aires, 19 de abril de 1990) fue un político, abogado y ministro de la Corte Suprema de Justicia de Argentina.

## Actividad profesional y política
Estudió  en la Facultad de Derecho de la Universidad de Buenos Aires, donde se recibió de abogado
Fue compañero de Arturo Frondizi en el Colegio Nacional Buenos Aires. Desde joven adhirió a la Unión Cívica Radical y al ideario reformista de la universidad y por su intervención en los sucesos ocurridos en 1929 estuvo entre los alumnos de la Facultad de Derecho suspendidos por el Interventor.
Ya recibido de abogado, ejerció su profesión y durante su ejercicio estuvo vinculado con Frondizi y, posteriormente, también con Julio Oyhanarte.
Una de sus intervenciones fue como defensor de Raúl Barón Biza, procesado por obscenidad a raíz de haber escrito la novela Punto final
Fue elegido por la Unión Cívica Radical convencional para la Convención Constituyente que se reunió en enero de 1949 y reformó la Constitución Nacional; en ese carácter impugnó la convocatoria y se retiró de la convención.
Luego de la caída de Perón el gobierno militar lo designó presidente del Instituto de Previsión Social en 1956. Al año siguiente fue elegido convencional constituyente por la Unión Cívica Radical Intransigente que lideraba Frondizi, fracción del dividido radicalismo en la que militaba.

## Actividad judicial
El presidente Arturo Frondizi lo nombró juez de la Corte Suprema de Justicia por el Decreto Nº 53 del 9 de mayo de 1958 y juró con los otros designados el 12 de mayo.
Compartió La Corte Suprema en distintos momentos con Julio César Oyhanarte, Luis María Boffi Boggero, Alfredo Orgaz, Ricardo Colombres, Pedro Aberastury, Esteban Imaz, José Francisco Bidau, Carlos Zabala Rodríguez, Amílcar Ángel Mercader y Benjamín Villegas Basavilbaso.
Frondizi tuvo en consideración el aumento del número de jueces de la Corte desde que asumiera el poder y el 18 de agosto de 1958 consultó oficialmente sobre ello al Tribunal. Por Acuerdo del 25 de ese mes, los jueces respondieron aconsejando que el número de vocales se llevara a nueve, señalando que las 1018 causas que recibían en 1949 se habían elevado a 1997 en 1957 y que a julio de 1958 había 423 expedientes pendientes de resolución y 172 en trámite. Los jueces Orgaz, Villegas Basavilbaso, Oyhanarte y el procurador Lascano consideraban, además,  que el podía remediarse dividiendo el Tribunal en salas y aumentando el número de secretarios. Por su parte Aráoz de Lamadrid consideró que, dado que por Acordada del 1 de agosto de 1958 se había creado una nueva secretaría judicial llevando su número a cuatro, y ocho cargos letrados, era prudente demorar la reforma hasta ver el funcionamiento con las nuevas secretarías.
En los primeros días de febrero de 1960 el Congreso aprobó elevar a 7 el número de integrantes de la Corte y la autorizó a dividirse en salas conforme con el reglamento que debería dictar. Este aspecto de la reforma fue discutido por los juristas pues algunos no lo objetaban y otros consideraron que el Tribunal es único y todos deben opinar en todos los casos. De cualquier manera el reglamento no se dictó y el trabajo de la Corte siguió igual.
Aráoz de Lamadrid tuvo en el Tribunal una actuación sin estridencias, pero política y jurídicamente relevante. En muchos fallos tuvo la misma posición que Oyhanarte. Al renunciar Villegas Basavilbaso a la presidencia, fue elegido para ese cargo por Acuerdo del 20 de julio de 1964 y lo ejerció hasta el cese dispuesto por el gobierno militar surgido del golpe de Estado del 28 de junio de 1966.
Falleció el 19 de abril de 1990 en Buenos Aires.